# Патриарший экзархат Северной и Южной Америки
Патриарший экзархат Северной и Южной Америки (Американский экзархат) — экзархат Русской православной церкви, существовавший в 1933—1970 годах.

## История
22 марта 1933 года заместитель патриаршего местоблюстителя митрополит Сергий (Страгородский) поручил отправлявшемуся в США настоятелю Трёхсвятительского подворья в Париже архиепископу Вениамину (Федченкову) выяснить сложившуюся в епархии ситуацию и отношения митрополита Платона (Рождественского) к Русской православной церкви. Нежелание митрополита Платона выполнять решение патриарха Тихона и Священного синода от 1924 года привело к его повторному отстранению от управления епархией. Решением РПЦ от 22 ноября 1933 года правящим архиереем Алеутской и Северо-Американской епархии с титулом Алеутского и Североамериканского в звании экзарха патриарха Московского в Америке был назначен архиепископ Вениамин.
Центром деятельности епископа Вениамина (Федченкова) был Нью-Йорк. На первых порах ему пришлось пережить нужду, подозрительное и враждебное отношение подавляющего большинства русско-американской православной паствы. Лишь горстка осталась верной Московскому священноначалию. Одним из таких приверженцев патриархата стал епископ Антонин (Покровский), вошедший в состав экзархата с 1934 года как первый викарий с титулом Вашингтонского.
Заметный сдвиг в настроении русской рассеяния в Америке наметился лишь в ходе Второй мировой войны, когда всё больше людей сплачивались на почве патриотизма, отступали от позиций антисоветской непримиримости. В 1943 году экзархат распространился также на Южную и Центральную Америку — в его составе была учреждено Аргентинское викариатство. Число приверженцев экзархата стало расти до 1948 года. Казалось возможным скорое примирение со всей Северо-Американской митрополией. Из-за переходов под омофор Московского священноначалия духовенства других юрисдикций для них учреждались новые епархии. В 1944 году была учреждена Филадельфийская епархия. В 1946 году учреждена Бруклинская епархия, Сан-Францисская, Аргентинское викариатство было преобразовано в самостоятельную епархию. В 1947 году учреждена Монреальская епархия.
Однако на фоне «холодной войны» нормальное развитие зарубежных приходов Московского Патриархата во многих странах стало невозможным. Иерархов и священников, подчинённых Москве, здесь считали пятой колонной и нередко препятствовали их работе. Протоиерей Иосиф Дзвончик докладывал, что если даже клирики из других юрисдикций захотят перейти в подчинение Патриарха Алексия I, Московский экзархат в Америке не сможет их принять, так как открыть для переходящих какой-нибудь новый приход было совершенно невозможно. Проблему представляла и подготовка кадров — даже создание пастырских курсов было для Экзархата несбыточной мечтой.
В 1959 году на территории Канады была устроена самостоятельная Эдмонтонская епархия во главе с Пантелеимоном (Рудыком). С 1963 года экзарх стал носить титул Нью-Йоркского, по своему кафедральному городу.
10 апреля 1970 года, с дарованием Северо-Американской митрополии автокефалии и преобразования её в Православную церковь в Америке Московский патриархат отрёкся от юрисдикции на Северо-Американском материке. Для ряда приходов в Северной Америке, специально исключённых из состава Православной церкви в Америке, были устроены особые объединения патриарших приходов в США и в Канаде. Деятельность собственно Американского экзархата была ограничена Центральной и Южной Америкой. Основой переустроенного экзархата стала немногочисленная Аргентинская епархия Московского патриархата, отныне ставшая экзаршей. Архиерейский собор Русской православной церкви 30—31 января 1990 года постановил упразднить зарубежные экзархаты, включая Центрально- и Южноамериканский.